# 黑鰭鑽嘴魚
黑鰭钻嘴鱼（学名：Chelmon muelleri）輻鰭魚綱鱸形目蝴蝶魚科的其中一種。

## 分布
本魚分布於澳洲北部海域。

## 深度
水深1至30公尺。

## 特徵
本魚和钻嘴魚相似，吻突出，呈管狀。體色銀白色，體後半部為淡褐色，背鰭軟條上有一黑斑。體有4條垂直的褐色條紋，第一條通過眼睛，第二條起自背鰭第一棘，經鰓蓋至腹鰭基底。尾柄黑色，腹鰭黑色、臀鰭和背鰭軟條部深褐色且鑲有藍色邊、尾鰭白色。背鰭硬棘9至10枚、軟條26至30枚；臀鰭硬棘3枚、軟條18至21枚。體長可達20.5公分。

## 生態
本魚喜棲息在具有沙泥的珊瑚礁，常成對出現，為肉食性，以小型無脊椎動物、浮游生物等為食。

## 經濟利用
為觀賞性魚類，不供食用。